# كمال المدار اوغلو
كمال المدار اوغلو (بالتركية: Kemal Alemdaroğlu)‏ ولد في 13 فبراير1939 في طرابزون في تركيا وتخرج من كليه الطب بجامعه اسطانبول عام 1962 ·كان خبير الجراحة العامه عام1967 واستاذ مساعد في نوفمبر عام 1972·عمل رئيس قسم الجراحة العامه في كليه طب جراح باشا عام 1982 وعضو مجلس هيئه التدريس فيا بين العامين «1982−1983» ·اصبح رئيس جامعه اسطانبول في الواحد والثلاثون من ديسمبر عام 1967 ·وبعد ذلك عوفب علي يد لجنه شرف الاطباء التركيه عام 2003 بابعاده عن منصبه لمده شهرين وذلك بسبب جريمه الانتحال «» وبسبب عدم تمكنهم من القيام بٳجراءات جنائيه بشٲن الموظفين العمومين في الغرف المهنيه قام مجلس الدولة بوقف قرار نقابه الاطباء«» المدار اوغلو الذي تم اعتقاله بتاريخ الواحد والعشرون من مارس 2008 في نطاق تحقيق منظمه ايرجينيكون أطلق سراحه بعد يومين بناءا علي قضاء المحكمة ·وبذالك حكم عليه بالحبس خمسه عشر عاما وثمان شهور بقضيه ايرجينيكون التي قررتها محمكه اسطانبول الصارمه في الخامس من أغسطس عام 2003«» ·